# Max Gehrig

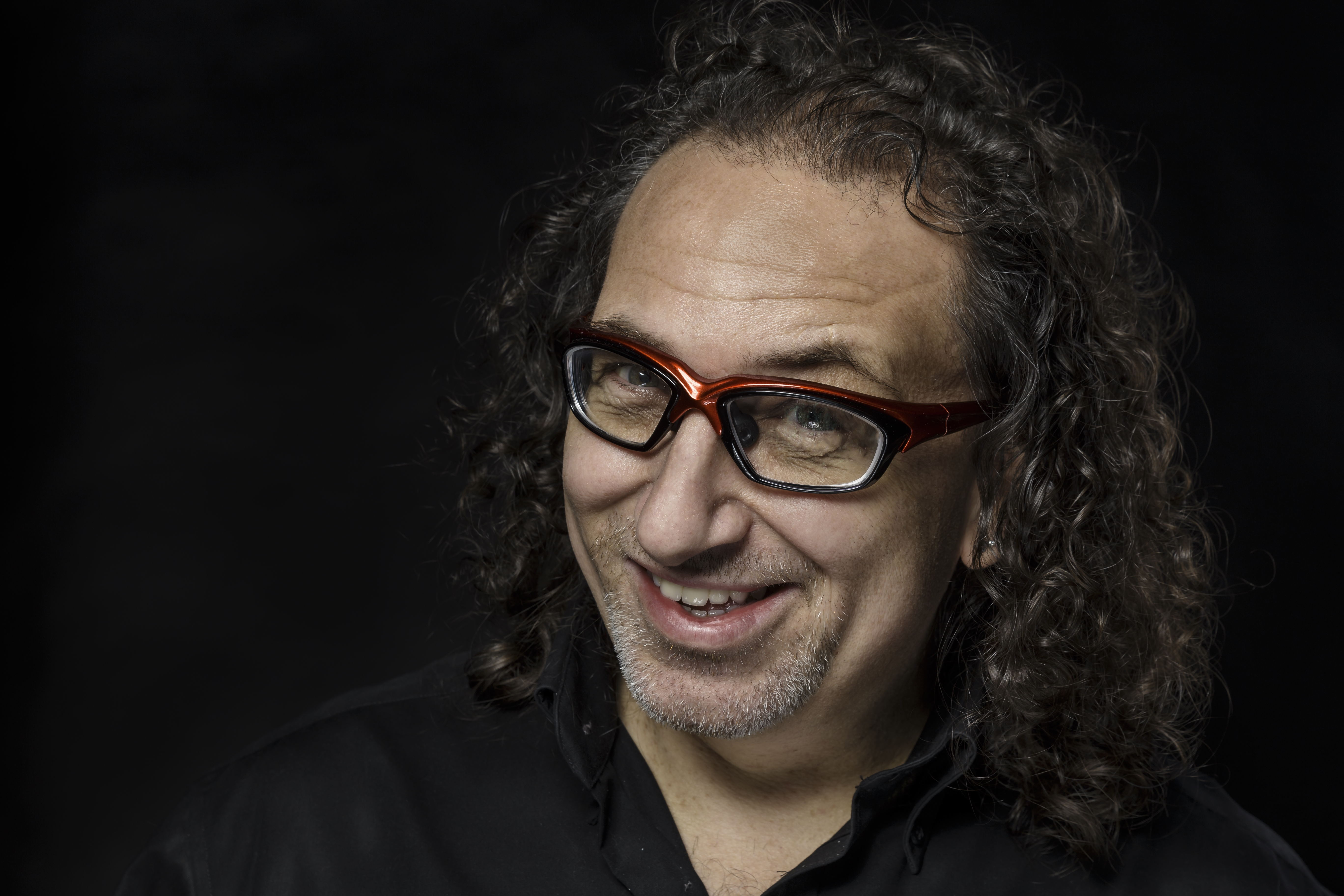
Max Gehrig, 2017

Max Gehrig (* 24. Dezember 1968 in Altenkirchen (Westerwald)), bürgerlich Markus Gehrig, ist ein deutscher Kabarettist, Comedian, Moderator, Schauspieler und Journalist. Er lebt in Köln und Würzburg.

## Leben
Gehrig wuchs in Fluterschen auf, seine Eltern hatten einen Fachbetrieb für Fußbodenverlegung und Parkett, sein Großvater war Direktor des Mannheimer Palmengartens. Den Großteil seiner Jugend sowie einige spätere Jahre verbrachte er in Köln und wurde hier recht schnell zum Inbegriff des kölschen Immis (anerkannter Zugereister), galt recht schnell als „kölsche Jung“.
Nach einer Lehre zum Groß- und Außenhandelskaufmann war er unter anderem als Zollbeauftragter und Export Control Administrator tätig. 1999 wandte er sich dem Kabarett zu und übernahm Rollen u. a. in den TV-Serien „AXEL!“,  „Alt und durchgeknallt“, einigen weiteren Serien sowie in verschiedenen Theaterprojekten.
In den Jahren 2009 bis 2012 war er künstlerischer Leiter der Kleinkunstbühne „Bronnbach Künstlerkeller“, die regionalen und unbekannten Künstlern Auftrittsmöglichkeiten verschaffte, ebenso aber bekannte Künstler engagierte.
Seit 2010 hat er das Tour-Management der australischen Singer/Songwriterin Coby Grant übernommen und er tourt mit seinem aktuellen Programm durch den deutschsprachigen Raum.
Außerdem vertritt er mit seiner Agentur dickeronkel.de seit 2017 den schottischen Comedy Magier Jarod McMurran.
Auf der Riegersburg in der Südost-Steiermark in Österreich agiert er seit 2012 als Burgvogt und ist dort für die kulturellen Veranstaltungen mitverantwortlich.
Max Gehrig ist seit 2017 mit einer Make-up-Künstlerin in zweiter Ehe verheiratet.

## Künstlername
Mit seinem Vornamen haderte Max Gehrig schon als Kind. Nachdem er nach München zog und durch den dortigen Dialekt aus dem Markus ein Max wurde, behielt er dies bei und verwendet seinen ursprünglichen Vornamen nicht mehr.

## Bühnenprogramme

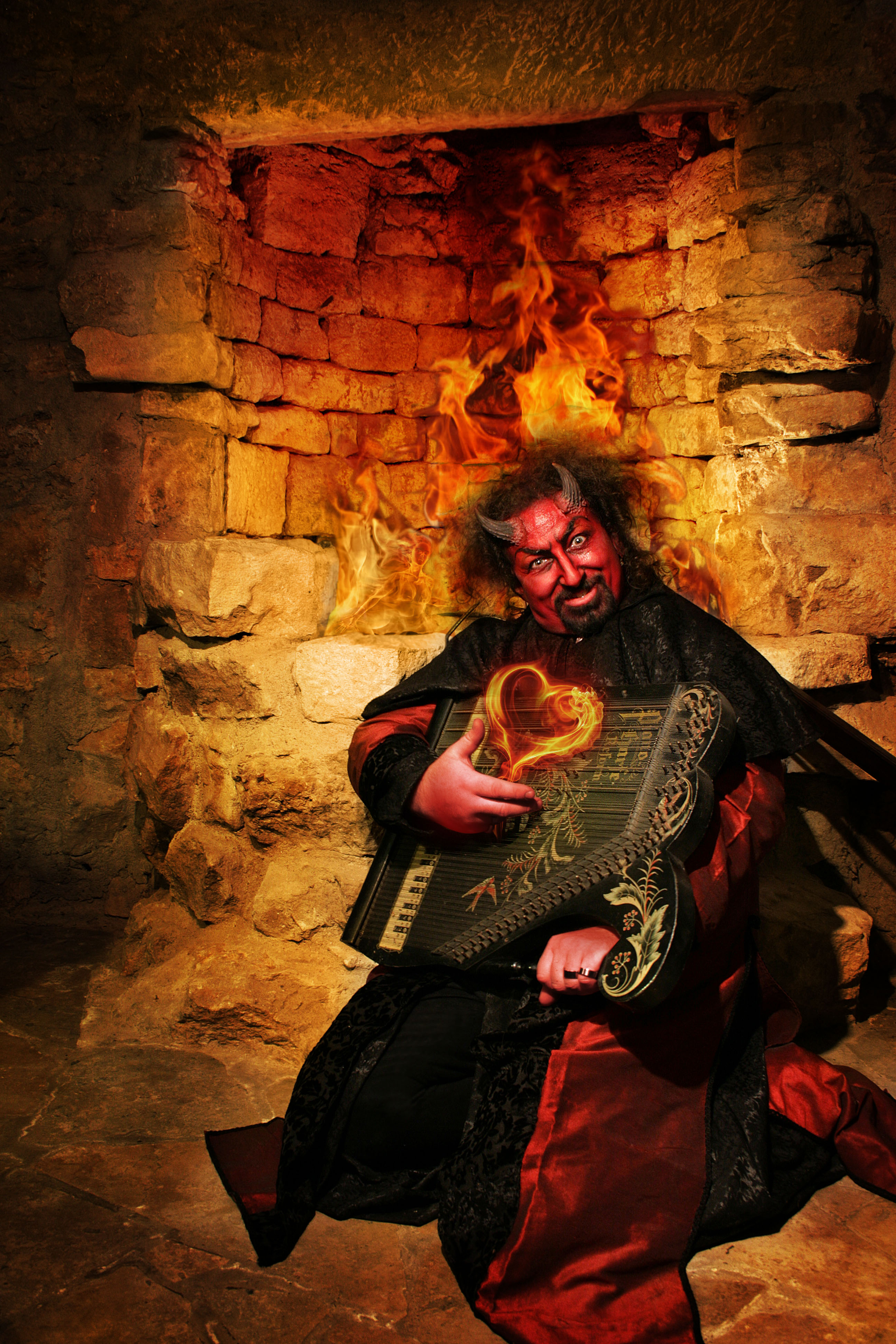
Max Gehrig als Düvel vom Dom

Waren seine ersten beiden Programme („Ach Mama!“, 1999 und „Danke Franken!“, 2003) noch stark politisch orientiert, so wandte er sich 2010 mit seinem Programm „Gute Nacht, Freunde!?“ einer neuen Sparte zu, dem Alltagskabarett. „Gute Nacht, Freunde!?“ führt Gehrig bis heute immer noch, stets in abgewandelter Form und um aktuelle Themen ergänzt, auf. Hier schöpft er aus seiner reichen Lebenserfahrung, dem Kennen vieler menschlicher Schwächen und Stärken sowie seinem losen, aber immer irgendwo doch liebenswertem Mundwerk.
Weiterhin erfand er die kulinarisch gaumenanregende und gleichzeitig Lachmuskeln strapazierende Dinnershow „höllisch? teuflisch!“ (2010) sowie das Anarchietheater „Männer beim Bier!“ (2011), bei dem er Improvisationstheater auf völlig neue, andere und deshalb auch das Publikum herausfordernde Art präsentiert. In „Lesen? Lust!“ (2011) bringt er ausgewählte deftige, nachdenklich machende und auch zum Schmunzeln verleitende Schmankerln aus der Literatur seinen Zuhörern näher.
Mit seinem Kollegen Daniel Helfrich zeigt er jedes Jahr einen Jahresrückblick mit dem Titel „Passt schon!“, der es in alle Richtungen in sich hat. An Bühnenprogrammen von Kollegen wirkt er erfolgreich als Co-Autor und Regisseur mit.

## Figuren
In seinen Bühnenprogrammen verkörpert er unterschiedliche Figuren,  die bekanntesten dürften der „Dicke Onkel“ sein, so nennt sich Gehrig in seinem Kabarettprogramm, und der „Düvel vom Dom“, die Hauptfigur seines Stückes „höllisch? teuflisch!“.